# Lista de episódios de Nilba e os Desastronautas
Esta página é um complemento anexado com todos os episódios produzidos do desenho animado Nilba e os Desastronautas, animação da 44Toons criada por Ale McHaddo. Atualmente possui três temporadas, a primeira temporada possui 13 episódios, a segunda possui mais 14, e a terceira possui 12.

## Temporadas
| Temporada | Temporada | Episódios | Data de exibição | Data de encerramento |      |
| --------- | --------- | --------- | ---------------- | -------------------- | ---- |
|           | 1         | 13        | 2010             | 2011                 | 2011 |
|           | 2         | 14        | 2011             | 2011                 |      |
|           | 3         | 12        | 2012             | 2012                 |      |

## 1ª Temporada: (2010-2011)[1]
| # | Título                   |
| --- | ------------------------ |
| 1 | "Cacaulien"              |
| Nilba encontra uma árvore de chocolate. O pequeno capitão se esbanja mas ganha uma espinha. Ao espremê-la, um alien de cacau salta no espelho e entra nos canos da nave. Nilba e Albert o capturam. E Dona Hilda faz um bolo de chocolate para comemorar...                                                |                          |
| 2 | "Conhecimento Ilimitado" |
| Nilba encontra um iPhonolito que lhe concede 3... respostas. A tripulação sorteia 3 perguntas, mas Nilba desperdiça as chances de peguntá-las. Agora ele terá que achar sozinho as respostas que seus subordinados tanto esperam.                                                                          |                          |
| 3 | "Colecione Todos"        |
| Um gigante colecionador de miniaturas captura parte da tripulação para sua coleção. Ao perceber que são pessoas de verdade, o gigante os liberta, mas com uma condição: ter a coleção de figurinhas do Albert no lugar.                                                                                    |                          |
| 4 | "Repetir"                |
| Nilba e Albert estão presos num ciclo de tempo que os obriga a viver a mesma situação repetidamente. Até que eles descobrem que a culpa está no botão repetir, acionado no controle remoto. |                          |
| 5 | "Nilbatar"               |
| Nilba acaba com a reserva de energia da nave e precisa ir atrás de pedras geradoras de energia. Para isso, precisa se passar por um povo nativo e se disfarça colocando um óculos 3D que o deixa azul e alto.                                                                                              |                          |
| 6 | "Uma Mente Brilhante"    |
| Zurduqui coloca um dispositivo no capacete do capitão Nilba para sugar toda a sua inteligência. No meio de algumas atrapalhadas, ele acaba pegando a inteligência de um outro integrante da tripulação. |                          |
| 7 | "Os 7 Invas"             |
| Um disco caí ao lado da SS Geniwald e Nilba acolhe os sete simpáticos alienígenas recém-acidentados. Mas eles são extremamente desastrados e destroem toda a nave. Todos querem tanto se ver livres dos visitantes, que acabam dando a eles a única chance que a SS Geniwald têm para sair da Lua Ervilha. |                          |
| 8 | "Eletransformers"        |
| A tripulação compra eletrônicos pela holonet, mas eles se transformam em pequenos robôs descontrolados que bagunçam toda a nave. |                          |
| 9 | "Virando o Jogo"         |
| Ao trapacear num game, Nilba altera o código de seu DNA e acaba modificando seu corpo, e se transformando em vários tipos de personagens dos videogames. Cada vez que o garoto erra, ele volta na história dos jogos eletrônicos, assumindo formas e resoluções diferentes.                                |                          |
| 10 | "Mensagem R.S.V.P"       |
| Nilba recebe um convite, mas a mensagem está falha e ele não entende para o que está sendo convidado. Com medo de ser um convite hostil, o capitão cria uma roupa de proteção e vai para o encontro. Lá, descobre que é um baile de fantasias e ele acaba dividindo o primeiro prêmio com Zurduqui.        |                          |
| 11 | "Fique por Dentro"       |
| Zurduqui cria uma nave capaz de se encolher e invade a cabeça de Nilba. A tripulação descobre e o expulsa. Ele vai parar dentro da cabeça de Yurkut, um vazio imenso. |                          |
| 12 | "O Planeta dos Alberts"  |
| Nilba e Albert são capturados por uma nave comandada por macacos. Enquanto Albert se apaixona pela filha do doutor da nave, Nilba quer a todo custo voltar pra casa. Os macacos os levam de volta, mas Albert esquece de pegar o telefone de sua paixão.                                                   |                          |
| 13 | "Zumbits"                |
| Nilba e Albert assistem um filme de zumbi antes de dormir. No dia seguinte, eles se deparam com a tripulação inteira transformada em zumbi. Os dois se apavoram, até que descobrem que nada passou de um grande mal entendido.                                                                             |                          |

## 2ª Temporada (2011)[2]
| # | Título                |
| --- | --------------------- |
| 1 | "Dia dos Pais"        |
| Os pais de Nilba vão visitá-lo e todos acham que serão resgatados, menos Nilba, que se recusa a pedir ajuda, pois acha que se descobrissem que caíram por acidente na lua, ele iria se sentir envergonhado. A atitude do capitão acaba salvando a tripulação, já que na verdade os visitantes eram Zurduqui e Yurkut disfarçados. |                       |
| 2 | "Nêmesis"             |
| Nilba vê em um espelho a sua versão malvada e, sem querer, acaba trocando de lugar com ela. O seu reflexo assume seu lugar na nave e dá ordens autoritárias à tripulação. Nilba consegue escapar do espelho com uma ajuda inusitada e derrota seu nêmesis, quebrando-o em pedacinhos. |                       |
| 3 | "Rastros de Sódio"    |
| Laika é sequestrada por um bando de forasteiros, que acham que ela é uma índia, e a tripulação parte para o resgate. Depois de perseguições a lá Velho Oeste, Laika é trocada por sal, para os cavalos comerem. |                       |
| 4 | "Esqueceram de Nilba" |
| Toda a tripulação viaja e esquece de Nilba, que dormiu até mais tarde. Achando que a nave está vazia, Zurduqui tenta invadi-la, mas Nilba o surpreende com várias armadilhas. O capitão salva a nave, e ninguém da tripulação acredita na história dele. |                       |
| 5 | "Spacebook"           |
| Albert cria um site de relacionamentos para os Desastronautas, com conexão limitada á Lua Ervilha, porém tudo sai de controle, e os tripulantes só ficam o dia inteiro no computador. Albert não vê outra escolha senão destruir a antena de conexão. Mas Nilba o potencializa usando a energia da nave, ligando-o na holonet e fazendo amigos em toda a galáxia. E Albert sugere que ele peça ajuda para o resgate, mas o capitão se recusa a parecer um bocó na frente de todos os seus novos amigos. |                       |
| 6 | "RangerNautas"        |
| Enquanto Zurduqui constrói um enorme robô para derrotar os Desastronautas, um sábio aparece à tripulação atentando-os do perigo eminente. Para combatê-lo, o sábio dá a cada um um bracelete que transforma as roupas em uniformes de combate. Juntos, eles derrotam Zurduqui - e o sábio percebe que ele contatou a turma errada. |                       |
| 7 | "A Amiga"             |
| Laika consegue entrar em contato com sua amiga de infância Laduke através de um pingente. Laduke chega na Lua Ervilha e Nilba se apaixona pela garota. Ela vai embora para buscar o resgate e Nilba dá a ela de presente um relógio - com a bateria do pingente da Laika, impossibilitando um novo contato com a Terra. |                       |
| 8 | "Indinilba Jones"     |
| Nilba e Albert encontram um templo perdido e se atrapalham nas armadilhas do lugar. Quando eles conseguem escapar, o templo se transforma em uma espaçonave e decola, fazendo-os perder mais uma chance de voltar para casa. |                       |
| 9 | "Uma Volta no Futuro" |
| Nilba está agindo de forma egoísta e os Desastronautas não gostam, e o avisam que se ele continuar assim, acabará sozinho. Nilba acaba indo parar em outro lugar, com um solitário capitão abandonado por sua tripulação. Aos poucos, Nilba percebe que este capitão é na verdade ele no futuro. Nilba volta ao presente e muda suas atitudes. |                       |
| 10 | "Sonhos Originais"    |
| Zurduqui usa um aparelho pra roubar as informações da S.S Geniwald que estão com Nilba. Primeiro ele tenta sabotar uma corrida de Pod-Racer, mas Nilba chega em primeiro. Depois, como pirata, Zurduqui tenta convencer o capitão Nilba a lhe entregar as informações, mas Yurkut mexe no botão de vibrar a cama, e Nilba acorda. Na última tentativa, Zurduqui aparece disfarçado de Mulher Maravilha, e tenta convencer Nilba a dar as informações. Ele desconfia, mas as entrega. Mas eis que a verdedeira aparece, mas Zurduqui pega as informações antes que todos percebam. Zurduqui acorda e vê que tudo era um sonho. |                       |
| 11 | "Kikos Marinhos"      |
| Nilba arruma confusão com um povo baixinho e os deixa irritados. No mesmo dia, o capitão provoca uma enchente, deixando a Lua Ervilha debaixo d'água. Na água, esses seres nanicos viram gigantes e eles aproveitam a situação para tirarem satisfação com Nilba. |                       |
| 12 | "Roma"                |
| Roger constrói uma máquina do tempo, porém Nilba acidentalmente manda Albert para a Roma Antiga. Nilba vai a seu resgate e juntos eles tem que se manterem vivos até o portal do tempo abrir novamente. |                       |
| 13 | "Sherlock Nilba"      |
| O anel de 15 anos de Laika some e Nilba toma a frente das investigações, bancando o detetive particular. Mas ele não tira uma conclusão correta e é Albert quem acaba desvendando o caso. |                       |
| 14 | "Sob Nova Direção"    |
| Nilba contrata uma dupla de cineastas para fazer um documentário sobre os Desastronautas, mas eles são na verdade Zurduqui e Yurkut disfarçados. Quando ele acredita que conseguiu os segredos da Geniwald, ele descobre que Yurkut não apertou o botão REC. |                       |

## 3ª Temporada (2012)[3]
| # | Título                                   |
| --- | ---------------------------------------- |
| 1 | "Aerolitos"                              |
| Nilba encontra várias pedras que podem voar. Pensando ser perigosas, o capitão dá um jeito de se livrar de todas. E só depois disso é que Roger o avisa que aquelas pedras eram o que ele estava esperando para fazer a nave decolar. |                                          |
| 2 | "Doutor Jeca e Mister Nilba"             |
| Cansado de perder na queda de braço para a tripulação, Nilba bebe uma poção que o transforma em um monstro grande e roxo. Todos ficam assustados com ele, quando Nilba tenta explicar o que houve. Após Laika comentar sobre seu primo, o monstro inventa que Nilba o derrotou. Porém Roger encontrou quem bebeu a poção dele, e todos descobrem a verdade. Nilba vai ter que passar 2 dias como monstro. Ele aproveita pra fazer uma queda de braço, mas mesmo assim, continua perdendo. |                                          |
| 3 | "De Onde Viemos"                         |
| Albert e Nilba estão vendo um comercial na TV. Albert não gosta do comercial, e pergunta a Nilba se ele não é familiar. Nilba então começa a lembrar de todas as etapas que passou: desde que os dois estavam vendo TV, até o momento em que estavam a deriva do espaço e caíram na Lua Ervilha. |                                          |
| 4 | "LobiNilba"                              |
| Em uma expedição à um campo de canamaleões, Nilba é mordido por um cachorro alienígena e passa a se transformar em um monstro nas noites de duas luas cheias e meia. O LobiNilba ataca cada membro da tripulação, fazendo todo o tipo de brincadeiras com eles. Quando ninguém mais aguenta o monstro, Albert descobre como reverter a transformação e Nilba volta ao normal - ou quase. |                                          |
| 5 | "Caverna do Dragão"                      |
| Nilba, Albert, Laika e Dawsons estão jogando uma partida de tabuleiro. Nilba aperta um botão e faz com que todos (incluindo Dona Hilda), sejam teletransprotados para uma terra desconhecida. Lá, eles estão vestidos com roupas diferentes. Eis que um Dragão os perseguem até que eles se escondem em uma caverna. Lá eles encontram o Mestre dos Dados, que dá conselhos a tripulação e diz que só poderão volta se o jogo for completado. Ele dá armas especiais aos cinco, e diz que só poderão derrota-lo com algo que trouxeram de seu mundo. Então Dona Hilda se lembra que trouxe um Limão Radioativo, útil para dissolver lagartos, e o usa pra derrotar o Dragão. Todos voltam. Hilda está fazendo uma sopa com carne de dragão. |                                          |
| 6 | "Pokémolins"                             |
| Nilba encontra um ovo e o leva para a espaçonave. Uma criatura fofinha, nasce do ovo, junto com ela uma lista de regras. Nilba se encarrega de cuidar do animalzinho, mas não respeita nenhuma regra e a criatura dá origem a 5 monstros que começam uma batalha destruindo tudo a sua volta. Nilba usa sua flauta, e assim, eles deixam a espaçonave. |                                          |
| 7 | "Comandantes Estelares" "Star Commander" |
| Três comandantes aparecem do nada e são acolhidos pelos Desastronautas. Albert acha que esses comandantes são iguais aos da TV. Um buraco negro aparece, porém todos são salvos. Os comandantes vão embora. |                                          |
| 8 | "Nilba Band"                             |
| Em uma aposta, Nilba tenta conseguir todas as coleções de tampinha do Albert, incluindo uma rara de 1957. Mas pra isso, Nilba tem que saber a letra completa de uma música de Lucas, o menino prodígio. Porém, Nilba só sabe uma parte, então tenta pedir ajuda a todos os membros da tripulação, Dona Hilda, Roger ajudam completando o resto da letra. Dawsons e Contralt também ajudam completando a letra. Nilba ganha a coleção de tampinhas. Zaba aparece e diz que aprimorou o MP3 de Nilba, e toca a música do menino prodígio. Mas aí, eles descobrem que erram uma parte da letra, e Nilba perde. Mas Albert diz que Nilba tem outra chance, se ganhar dele em um jogo. |                                          |
| 9 | "Desastrobebês"                          |
| Cansado de ser tratado como criança, Nilba vê um óculos, e tenta parecer com seu tio Tom, mas Zaba adverte Nilba que isso é uma arma muito perigosa, e Dawsons diz que isso e crianças não combinam, e guarda o óculos. Nilba pega de volta. Em um acidente, Nilba sem querer transforma todos da tripulação em bebês. Nilba se vê obrigado a cuidar de todos. o bebê Dawsons acaba quebrando o óculos. Enquanto isso, Zurduqui tenta invadir a nave com um disfarce, e Nilba acha que ele pode consertar o óculos. Zurduqui conserta, e Nilba consegue trazer todos de volta a suas idades originais. Zurduqui aproveita, e rouba o óculos. Ele pretende usá-los para encolher os Desastronautas, e roubar as informações. Porém Yurkut acidentalmente transforma seu chefe (e ele mesmo) em bebês. Eles aparecem na porta dos Deastronautas, e se veem obrigados a cuidar deles. |                                          |
| 10 | "Labirinto"                              |
| Nilba e Albert estão presos em um labirinto. Os comunicadores não funcionam, os dois se desesperam e encontram um monstro chorão que se perdeu no labirinto há muito tempo. Nilba e Albert se juntam ao lamento do monstro, mas logo Roger aparece com um portal e os três são teletransportados para a S.S Geniwald. O monstro fica muito feliz de ter sido solto e chora emocionado. Albert e Nilba se arrependem de ter soltado o monstro. |                                          |
| 11 | "Natal da Lua Ervilha"                   |
| Nilba decide comemorar o primeiro natal na Lua Ervilha e todos montam presentes um para os outros, Zurduqui e Yurkut aparecem como convidados especiais, e se fingem de bonzinhos, porém, Yurkut congela toda a tripulação, e Zurduqui rouba os presentes. |                                          |
| 12 | "Miss Ervilha"                           |
| O Rei Momo, patrocina um concurso de beleza, com prêmio em guloseimas. Nilba fica sabendo e inscreve Laika, mas quando ela descobre fica ofendida por achar aquilo inadequado para uma exploradora interplanetária. Nilba acompanha todas as concorrentes pela Holonet e Laika passa a gostar da ideia de ser uma modelo intergalática e aceita a inscrição. O concurso acaba com Laika em segundo, Dona Hilda tira o primeiro lugar. |                                          |